# Allotinus panormis
Allotinus panormis är en fjärilsart som beskrevs av Henry John Elwes 1892. Allotinus panormis ingår i släktet Allotinus och familjen juvelvingar. Inga underarter finns listade i Catalogue of Life.